# 1725 CrAO
1725 CrAO је астероид главног астероидног појаса са средњом удаљеношћу од Сунца која износи 2,902 астрономских јединица (АЈ).
Апсолутна магнитуда астероида је 10,9.